# Musca negriabdomina
Musca negriabdomina är en tvåvingeart som beskrevs av Awati 1916. Musca negriabdomina ingår i släktet Musca och familjen husflugor. Inga underarter finns listade i Catalogue of Life.